# Мая Попович
Мая Попович (на сръбски: Маја Поповић / Maja Popović) е сръбска юристка и политичка, която от 2020 г. е министърка на правосъдието. Била е съветничка на Братислав Гашич, директор на Агенцията за сигурност и разузнаване. Владее английски, италиански, испански и френски език.

## Биография
Родена е през 1972 г. в град Белград, Социалистическа република Сърбия, СФРЮ. Нейни родители са адвокатите Йевджо и Весна Кушич. Тя завършва основно училище в родния си град, а гимназия в международно училище на Балеарските острови, Испания. Учи английски и испански език. През 1989 г. се записва в Юридическия факултет на Белградския университет и го завършва на 21-годишна възраст. Полага успешно адвокатския изпит и защитава магистърска теза в Юридическия факултет на Новосадския университет. Тя се омъжва и има две деца. Омъжва се за съдията Растко Попович.
Започва работа като адвокат в кантората на адвокатката Весна Кушич. След това се прехвърля в Окръжния съд в Белград, където работи като стажант-съдия и съдебен сътрудник. На 26-годишна възраст тя става най-младият избран съдия във Федерална република Югославия. След това започва работа като съдия-следовател в Първи общински съд в Белград. По-късно става съдия в гражданското отделение на този съд. От 2000 до 2012 г. тя има собствена адвокатска кантора и представлява различни дела, от търговски и несъдебни спорове, през високотехнологични престъпления до организирана престъпност.
През 2012 г. става асистентка по немедицински въпроси, директор на Градския институт за спешна медицинска помощ в Белград. Тя заема този пост до 2014 г., когато става служител на Агенция „Разузнаване за сигурност“. Там тя изпълнява различни задачи (международно сътрудничество, човешки ресурси и жилищни въпроси). Била е и началник на отдел „Системно-правни, нормативни, вещно-правни и жилищни отношения“. Тогава тя е началник на кабинета на директора Александър Джорджевич, а по-късно е специален съветничка на Братислав Гашич.
На 28 октомври 2020 г. тя поема длъжността министър на правосъдието в правителството на Сърбия и второто правителство на Ана Бърнабич.